# Harding River (Nunavut)
Der Harding River ist ein etwa 120 km langer Zufluss der Dolphin and Union Strait in Nunavut im Norden Kanadas.

## Verlauf des Flusses
Der Harding River hat seinen Ursprung in einer Seengruppe 9 km östlich des Libby Lake auf einer Höhe von etwa 243 m. Er fließt anfangs knapp 20 km nach Osten zum Südostufer eines etwa 150 km² großen namenlosen Sees. Diesen verlässt er an dessen Nordufer. Anschließend fließt der Harding River 85 km in überwiegend nordnordwestlicher Richtung durch eine mit vielen kleineren Seen durchsetzte Tundralandschaft nördlich des Polarkreises und mündet schließlich in die Dolphin and Union Strait, 7 km südwestlich von Cape Young.

## Einzugsgebiet
Der Harding River entwässert ein ungefähr 1000 km² großes Gebiet. Im Süden grenzt das Einzugsgebiet des Harding River an das des Rae River. Weiter westlich fließt der Hoppner River zur Dolphin and Union Strait.